# Vòng loại Giải vô địch bóng đá thế giới 2010 – Khu vực châu Âu (Bảng 5)

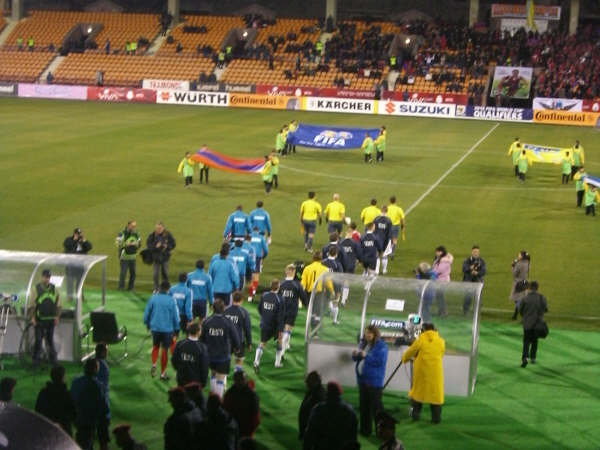
Trận đấu giữa Estonia vs Armenia

Bài viết sau đây là tóm tắt của các trận đấu trong khuôn khổ bảng 5, vòng loại giải vô địch bóng đá thế giới 2010 khu vực châu Âu. Bảng đấu gồm sự góp mặt các đội Tây Ban Nha, Thổ Nhĩ Kỳ, Bỉ, Bosna và Hercegovina, Armenia và Estonia.
Kết thúc vòng đấu, đội đầu bảng Tây Ban Nha giành vé trực tiếp tới Nam Phi. Đội nhì bảng Bosna và Hercegovina đi đấu vòng play-off.
| VT | Đội                  | ST | T  | H | B | BT | BB | HS  | Đ  | Giành quyền tham dự                     |     | Tây Ban Nha | Bosna và Hercegovina | Thổ Nhĩ Kỳ | Bỉ  | Estonia | Armenia |
| -- | -------------------- | -- | -- | - | - | -- | -- | --- | -- | --------------------------------------- | --- | ----------- | -------------------- | ---------- | --- | ------- | ------- |
| 1  | Tây Ban Nha          | 10 | 10 | 0 | 0 | 28 | 5  | +23 | 30 | Giành quyền tham dự FIFA World Cup 2010 |     | —           | 1–0                  | 1–0        | 5–0 | 3–0     | 4–0     |
| 2  | Bosna và Hercegovina | 10 | 6  | 1 | 3 | 25 | 13 | +12 | 19 | Tiến vào vòng 2                         |     | 2–5         | —                    | 1–1        | 2–1 | 7–0     | 4–1     |
| 3  | Thổ Nhĩ Kỳ           | 10 | 4  | 3 | 3 | 13 | 10 | +3  | 15 |                                         |     | 1–2         | 2–1                  | —          | 1–1 | 4–2     | 2–0     |
| 4  | Bỉ                   | 10 | 3  | 1 | 6 | 13 | 20 | −7  | 10 |                                         | 1–2 | 2–4         | 2–0                  | —          | 3–2 | 2–0     |         |
| 5  | Estonia              | 10 | 2  | 2 | 6 | 9  | 24 | −15 | 8  |                                         | 0–3 | 0–2         | 0–0                  | 2–0        | —   | 1–0     |         |
| 6  | Armenia              | 10 | 1  | 1 | 8 | 6  | 22 | −16 | 4  |                                         | 1–2 | 0–2         | 0–2                  | 2–1        | 2–2 | —       |         |

## Kết quả
Lịch thi đấu theo dự tính được quyết định tại buổi họp giữa các đội được tổ chức tại Barcelona, Tây Ban Nha vào ngày 8 tháng 1 năm 2008. Tuy nhiên do đoàn Bosna và Hercegovina đến muộn nhiều giờ, cũng như đoàn Tây Ban Nha và Thổ Nhĩ Kỳ không thể đồng ý được với nhau, nên đã không có thỏa thuận nào đạt được sau cuộc họp này. Sau khi quá hạn ngày 16 tháng 1 năm 2008 để đạt thỏa thuận, FIFA đã quyết định bốc thăm để xác định lịch thi đấu. Lễ bốc thăm được tổ chức tại Zagreb, Croatia vào ngày 30 tháng 1 năm 2008, trong khuôn khổ Hội nghị thường kỳ số XXXII của UEFA.
| Armenia | 0–2      | Thổ Nhĩ Kỳ             |
| ------- | -------- | ---------------------- |
|         | Chi tiết | Tuncay 61' · Semih 77' |

| Bỉ                          | 3–2      | Estonia                 |
| --------------------------- | -------- | ----------------------- |
| Sonck 39', 81' · Defour 75' | Chi tiết | Zenjov 57' · Oper 90+2' |

| Tây Ban Nha | 1–0      | Bosna và Hercegovina |
| ----------- | -------- | -------------------- |
| Villa 58'   | Chi tiết |                      |

| Thổ Nhĩ Kỳ          | 1–1      | Bỉ        |
| ------------------- | -------- | --------- |
| Emre B. 74' (ph.đ.) | Chi tiết | Sonck 32' |

| Bosnia và Hercegovina                                                           | 7–0      | Estonia |
| ------------------------------------------------------------------------------- | -------- | ------- |
| Misimović 24', 30' (ph.đ.), 56' · Muslimović 59' · Džeko 60', 72' · Ibričić 88' | Chi tiết |         |

| Tây Ban Nha                               | 4–0      | Armenia |
| ----------------------------------------- | -------- | ------- |
| Capdevila 7' · Villa 16', 79' · Senna 83' | Chi tiết |         |

| Thổ Nhĩ Kỳ            | 2–1      | Bosna và Hercegovina |
| --------------------- | -------- | -------------------- |
| Arda 51' · Mevlüt 66' | Chi tiết | Džeko 27'            |

| Bỉ                       | 2–0      | Armenia |
| ------------------------ | -------- | ------- |
| Sonck 21' · Fellaini 37' | Chi tiết |         |

| Estonia | 0–3      | Tây Ban Nha                         |
| ------- | -------- | ----------------------------------- |
|         | Chi tiết | Juanito 34' · Villa 38' · Puyol 69' |

| Bosna và Hercegovina                         | 4–1      | Armenia      |
| -------------------------------------------- | -------- | ------------ |
| Spahić 31' · Džeko 39' · Muslimović 56', 89' | Chi tiết | Minasyan 85' |

| Estonia | 0–0      | Thổ Nhĩ Kỳ |
| ------- | -------- | ---------- |
|         | Chi tiết |            |

| Bỉ       | 1–2      | Tây Ban Nha             |
| -------- | -------- | ----------------------- |
| Sonck 7' | Chi tiết | Iniesta 36' · Villa 88' |

| Armenia                        | 2–2      | Estonia                    |
| ------------------------------ | -------- | -------------------------- |
| Mkhitaryan 33' · Ghazaryan 87' | Chi tiết | Vassiljev 38' · Zenjov 67' |

| Bỉ                              | 2–4      | Bosna và Hercegovina                                  |
| ------------------------------- | -------- | ----------------------------------------------------- |
| Dembélé 66' · Sonck 85' (ph.đ.) | Chi tiết | Džeko 7' · Jahić 75' · Bajramović 77' · Misimović 81' |

| Tây Ban Nha | 1–0      | Thổ Nhĩ Kỳ |
| ----------- | -------- | ---------- |
| Piqué 60'   | Chi tiết |            |

| Estonia  | 1–0      | Armenia |
| -------- | -------- | ------- |
| Puri 83' | Chi tiết |         |

| Thổ Nhĩ Kỳ | 1–2      | Tây Ban Nha                      |
| ---------- | -------- | -------------------------------- |
| Semih 26'  | Chi tiết | Alonso 63' (ph.đ.) · Riera 90+2' |

| Bosna và Hercegovina | 2–1      | Bỉ         |
| -------------------- | -------- | ---------- |
| Džeko 12', 14'       | Chi tiết | Swerts 88' |

| Armenia | 0–2      | Bosna và Hercegovina        |
| ------- | -------- | --------------------------- |
|         | Chi tiết | Ibričić 6' · Muslimović 74' |

| Thổ Nhĩ Kỳ                              | 4–2      | Estonia                          |
| --------------------------------------- | -------- | -------------------------------- |
| Tuncay 29', 72' · Sercan 37' · Arda 62' | Chi tiết | Voskoboinikov 7' · Vassiljev 52' |

| Tây Ban Nha                                 | 5-0      | Bỉ |
| ------------------------------------------- | -------- | -- |
| Silva 41', 67' · Villa 49', 85' · Piqué 50' | Chi tiết |    |

| Armenia                      | 2-1      | Bỉ               |
| ---------------------------- | -------- | ---------------- |
| Goharyan 23' · Hovsepyan 50' | Chi tiết | Van Buyten 90+2' |

| Bosna và Hercegovina | 1-1      | Thổ Nhĩ Kỳ |
| -------------------- | -------- | ---------- |
| Salihović 25'        | Chi tiết | Emre B. 4' |

| Tây Ban Nha                             | 3-0      | Estonia |
| --------------------------------------- | -------- | ------- |
| Fàbregas 33' · Cazorla 82' · Mata 90+2' | Chi tiết |         |

| Armenia        | 1-2      | Tây Ban Nha                     |
| -------------- | -------- | ------------------------------- |
| Arzumanyan 58' | Chi tiết | Fàbregas 33' · Mata 64' (ph.đ.) |

| Estonia | 0-2      | Bosna và Hercegovina     |
| ------- | -------- | ------------------------ |
|         | Chi tiết | Džeko 30' · Ibišević 64' |

| Bỉ             | 2-0      | Thổ Nhĩ Kỳ |
| -------------- | -------- | ---------- |
| Mpenza 8', 84' | Chi tiết |            |

| Bosna và Hercegovina        | 2-5      | Tây Ban Nha                                         |
| --------------------------- | -------- | --------------------------------------------------- |
| Džeko 90' · Misimović 90+2' | Chi tiết | Piqué 13' · Silva 14' · Negredo 50', 55' · Mata 81' |

| Thổ Nhĩ Kỳ                      | 2-0      | Armenia |
| ------------------------------- | -------- | ------- |
| Halil Altıntop 16' · Servet 28' | Chi tiết |         |

| Estonia                     | 2-0      | Bỉ |
| --------------------------- | -------- | -- |
| Piiroja 30' · Vassiljev 67' | Chi tiết |    |

## Cầu thủ ghi bàn
| Vị trí | Cầu thủ              | Đội tuyển            | Số bàn |
| ------ | -------------------- | -------------------- | ------ |
| 1      | Edin Džeko           | Bosna và Hercegovina | 9      |
| 2      | David Villa          | Tây Ban Nha          | 7      |
| 3      | Wesley Sonck         | Bỉ                   | 6      |
| 4      | Zvjezdan Misimović   | Bosna và Hercegovina | 5      |
| 5      | Zlatan Muslimović    | Bosna và Hercegovina | 4      |
| 6      | Konstantin Vassiljev | Estonia              | 3      |
| 6      | Juan Mata            | Tây Ban Nha          | 3      |
| 6      | Gerard Piqué         | Tây Ban Nha          | 3      |
| 6      | David Silva          | Tây Ban Nha          | 3      |
| 6      | Tuncay Şanlı         | Thổ Nhĩ Kỳ           | 3      |
| 7      | Emile Mpenza         | Bỉ                   | 2      |
| 7      | Senijad Ibričić      | Bosna và Hercegovina | 2      |
| 7      | Sergei Zenjov        | Estonia              | 2      |
| 7      | Cesc Fàbregas        | Tây Ban Nha          | 2      |
| 7      | Álvaro Negredo       | Tây Ban Nha          | 2      |
| 7      | Emre Belözoğlu       | Thổ Nhĩ Kỳ           | 2      |
| 7      | Semih Şentürk        | Thổ Nhĩ Kỳ           | 2      |
| 7      | Arda Turan           | Thổ Nhĩ Kỳ           | 2      |

1 bàn
| Armenia - Robert Arzumanyan - Gevorg Ghazaryan - Hovhannes Goharyan - Sargis Hovsepyan - Vahagn Minasyan - Henrik Mkhitaryan Bỉ - Steven Defour - Moussa Dembélé - Marouane Fellaini - Gill Swerts - Daniel Van Buyten | Bosna và Hercegovina - Zlatan Bajramović - Vedad Ibišević - Sanel Jahić - Sejad Salihović - Emir Spahić Estonia - Andres Oper - Raio Piiroja - Sander Puri - Vladimir Voskoboinikov | Tây Ban Nha - Xabi Alonso - Joan Capdevila - Santi Cazorla - Andrés Iniesta - Juanito - Carles Puyol - Albert Riera - Marcos Senna Thổ Nhĩ Kỳ - Halil Altıntop - Servet Çetin - Mevlüt Erdinç - Sercan Yıldırım |

## Lượng khán giả
| Đội tuyển            | Cao nhất | Thấp nhất | Trung bình |
| -------------------- | -------- | --------- | ---------- |
| Armenia              | 30.000   | 1.800     | 9.520      |
| Bỉ                   | 45.888   | 17.992    | 27.000     |
| Bosna và Hercegovina | 25.000   | 12.500    | 13.360     |
| Estonia              | 9.200    | 4.680     | 6.406      |
| Tây Ban Nha          | 73.820   | 14.362    | 32.954     |
| Thổ Nhĩ Kỳ           | 34.097   | 16.200    | 24.422     |